# Enacrosoma
Enacrosoma là một chi nhện trong họ Araneidae.